# Youri Chvets
Pour les articles homonymes, voir Chvets.
Youri Borysovytch Chvets (ukrainien : Юрій Борисович Швець), né le 16 mai 1952, est un agent de renseignement soviétique d'origine ukrainienne. Il est officier du KGB de 1980 à 1990. En poste à Washington, DC d'avril 1985 à 1987,  sa couverture était le poste de correspondant pour TASS, une agence de presse d'État soviétique.

## Biographie
Chvets est diplômé en droit international de l'université de l'amitié des peuples Patrice Lumumba (aujourd'hui l'université de l'amitié des peuples de Russie). Il est également diplômé de l'Académie du renseignement extérieur où il étudie aux côtés de Vladimir Poutine.
Chvets aurait recruté deux sources importantes de renseignement politique qu'il baptise respectivement « Spoutnitsa », journaliste de Washington et « Socrate », assistant du président Jimmy Carter aux liens étroits avec la Grèce. Dans son livre paru en 2005, Spy Handler: Memoir of a KGB Officer, Viktor Tcherkachine (en) soutient que « Socrate » est John Helmer (en) et "Spoutnitsa" Claudia Wright (en), journaliste du New Statesman.

### Exil en Amérique
Après avoir publié un livre décrivant ses activités et sa brouille avec le KGB, Chvets s'est vu interdire tout voyage à l'étranger.
En 1993, il part aux États-Unis, où il republie son livre Washington Station: My Life as a KGB Spy in America et obtient la citoyenneté américaine.
Chvets est une source importante du livre American Kompromat de Craig Unger (en),.

### Témoin et partenaire d'Alexandre Litvinenko
En 2006, Chvets apparait être témoin potentiel important dans l'affaire de l'empoisonnement de l'ancien officier du Service fédéral de sécurité (FSB) Alexandre Litvinenko. Dans une interview à la BBC, diffusée le 16 décembre 2006, Chvets déclare que lui et Litvinenko ont rédigé un rapport d'enquête sur les activités de hauts responsables du Kremlin pour le compte d'une société britannique cherchant à investir « des dizaines de millions de dollars » dans un projet en Russie. Chvets déclare que le dossier sur Sergueï Ivanov était si incriminant qu'il était probable que Litvinenko ait été assassiné à cause de cela. Il révèle aussi que Litvinenko avait montré ce dossier à un agent devenu oligarque, Andreï Lougovoï qui l'avait transmis à ses supérieurs. Chvets a été interrogé à ce sujet par des détectives de Scotland Yard enquêtant sur le meurtre de Litvinenko.